# 山本親雄
山本 親雄（やまもと ちかお、1896年（明治29年）10月13日 - 1980年（昭和55年）11月4日）は、日本の海軍軍人。最終階級は海軍少将。

## 経歴
1896年10月13日、愛媛県松山市に生まれる。愛媛県立松山中学校を経て、1915年9月4日、海軍兵学校第46期に131名中首席で入校。このとき、陸軍士官学校第30期も受験しており、こちらも首席合格の快挙をなしていることが官報で確認できる。1918年11月21日、124人中次席の成績で卒業、少尉候補生として装甲巡洋艦「吾妻」に乗組し、練習艦隊近海航海へ出発、1919年（大正8年）2月7日に帰着する。3月1日、練習艦隊遠洋航海に出発、7月26日に帰着する。8月1日、海軍少尉に任官し、巡洋戦艦「鞍馬」に乗組。
1919年9月25日、海軍少尉候補生指導官附として装甲巡洋艦「吾妻」乗組。11月24日、練習艦隊遠洋航海に出発、1920年（大正9年）5月20日に帰着する。6月1日、戦艦「扶桑」に乗組。12月1日、海軍水雷学校普通科学生を拝命。1921年（大正10年）5月20日、海軍砲術学校普通科学生を拝命。12月1日、海軍中尉に昇進し、巡洋戦艦「金剛」乗組。
1922年（大正11年）3月1日、臨時航空術講習部員兼横須賀海軍航空隊航空術第7期学生を拝命。11月1日、霞ヶ浦海軍航空隊航空術学生を拝命。11月30日、海軍航空術課程を修了。12月15日、霞ヶ浦海軍航空隊教官に就任。1923年（大正12年）12月1日、霞ヶ浦海軍航空隊分隊長心得兼教官に就任。
1924年（大正13年）12月1日、海軍大尉に昇進し、在アメリカ日本大使館附海軍駐在武官補佐官航空関係担当に就任。1926年（大正15年）12月1日、帰朝。7月12日、霞ヶ浦海軍航空隊附兼教官に就任。11月15日、霞ヶ浦海軍航空隊分隊長兼教官に就任。10月18日、航空母艦「赤城」分隊長兼横須賀海軍航空隊附に就任。1929年（昭和4年）3月25日、免横須賀海軍航空隊附。11月15日、霞ヶ浦海軍航空隊飛行長に就任。11月20日、兼教官。11月30日、海軍少佐に昇進。
1930年（昭和5年）12月1日、海軍大学校甲種第30期学生を拝命。1932年（昭和7年）11月26日、海軍大学校甲種を卒業。
卒業時の成績順位は21名中首席。12月1日、横須賀鎮守府附。1933年(昭和8年)1月25日、連合艦隊司令部附。3月25日、海軍軍令部出仕兼海軍省人事局第1課に就任。5月10日、海軍省人事局第1課に就任。1934年（昭和9年）11月15日、海軍中佐に昇進。1935年（昭和10年）11月15日、第1航空戦隊参謀に就任。1936年（昭和11年）11月16日、軍令部第1部第1課に就任。1937年（昭和12年）11月20日、大本営航空参謀兼任。1939年（昭和14年）11月15日、海軍大佐に昇進し、第15海軍航空隊司令兼支那方面艦隊司令部附に就任。1940年（昭和15年）1月10日、第15海軍航空隊司令兼第2航空廠長に就任。11月15日、水上機母艦「千歳」艦長に就任。
1941年（昭和16年）8月20日、海軍航空本部総務部第1課出仕。9月15日、海軍航空本部総務部第1課長に就任。1942年（昭和17年）11月1日、兼総務部第2課長に就任。1943年（昭和18年）1月20日、軍令部第1部第1課出仕。
1943年1月20日、軍令部第1部作戦課長に就任。4月12日、兼第1部第2課長。戦局が悪化すると陸海軍で特攻の動きが現れ始める。山本によれば、部内でも特攻の声は出てきたが、作戦課へは提出されていない、戦力が少ないから軽挙は避けるべしとの立場だったという。しかし、不本意ながら認めざるをえなくなるのなら最大の効果を期せるものをと、桜花、回天などの特攻兵器の研究に取り掛かったという。望ましくないと思いながらも実施部隊の熱意と戦局から押された形だったという。
1944年（昭和19年）10月15日、海軍少将に昇進。1945年（昭和20年）1月6日、第11航空戦隊司令官に就任。指揮下に721空があり、11航戦司令部は特攻兵器桜花の戦法について研究と訓練を行う。爆撃隊は戦闘機の直接掩護の密集隊形を希望したが、司令部は自由を得るために間接掩護を主張した。山本は決断を下す前に転出することになったという。
2月10日、第5航空艦隊司令部附。2月15日、連合艦隊司令部附。3月1日、第10航空艦隊参謀長に就任。5月25日、第72航空戦隊司令官に就任。10月10日、予備役編入。戦後は中華民国総統蔣介石に招聘され、中華民国軍事顧問団（白団）の副団長を務めた。
1980年（昭和55年）11月4日、死去。享年84。

## 年譜
- 1896年（明治29年）10月13日- 愛媛県松山市生
- 1915年（大正4年）9月4日- 海軍兵学校入校
- 1917年（大正6年）11月22日- 成績優等章受章
- 1918年（大正7年）11月21日- 海軍兵学校卒業 海軍少尉候補生・装甲巡洋艦「吾妻」乗組・練習艦隊近海航海出発
- 1919年（大正8年）2月7日- 帰着
  - 3月1日- 練習艦隊遠洋航海出発 上海~基隆~馬公~香港~マニラ~シンガポール~フリーマントル~セブ~パラオ~トラック~サイパン~二見港方面巡航
  - 7月26日- 帰着
  - 8月1日- 任 海軍少尉・巡洋戦艦「鞍馬」乗組
  - 9月25日- 装甲巡洋艦「吾妻」乗組 海軍少尉候補生指導官附 
  - 11月24日- 練習艦隊遠洋航海出発 佐世保~基隆~馬公~香港~シンガポール~コロンボ~アデン~ポートサイド~ナポリ~マルセイユ~ツーロン~ビゼルタ~マルタ~ポートサイド~コロンボ~バタヴィア~マニラ~志布志方面巡航
- 1920年（大正9年）5月20日- 帰着
  - 6月1日- 戦艦「扶桑」乗組
  - 12月1日- 海軍水雷学校普通科学生
- 1921年（大正10年）5月20日- 海軍砲術学校普通科学生
  - 12月1日- 任 海軍中尉・巡洋戦艦「金剛」乗組
- 1922年（大正11年）3月1日- 臨時航空術講習部員 兼横須賀海軍航空隊航空術第7期学生
  - 11月1日- 霞ヶ浦海軍航空隊航空術学生
  - 11月30日- 海軍航空術課程修了
  - 12月1日- 霞ヶ浦海軍航空隊附
  - 12月15日- 霞ヶ浦海軍航空隊教官
- 1923年（大正12年）12月1日- 霞ヶ浦海軍航空隊分隊長心得兼教官
- 1924年（大正13年）12月1日- 任 海軍大尉・在アメリカ日本大使館附海軍駐在武官補佐官 航空関係担当
- 1926年（大正15年）12月1日- 帰朝
- 1927年（昭和2年）5月10日- 海軍軍令部出仕
  - 7月12日- 霞ヶ浦海軍航空隊附兼教官
  - 11月15日- 霞ヶ浦海軍航空隊分隊長兼教官
  - 12月20日- 兼 海軍航空本部教育部員
- 1928年（昭和3年）8月10日- 免 海軍航空本部教育部員
  - 10月18日- 航空母艦「赤城」分隊長 兼横須賀海軍航空隊附
- 1929年（昭和4年）3月25日- 免 横須賀海軍航空隊附
  - 11月15日- 霞ヶ浦海軍航空隊飛行長
  - 11月20日- 兼 教官
  - 11月30日- 任 海軍少佐
- 1930年（昭和5年）12月1日- 海軍大学校甲種第30期学生
- 1932年（昭和7年）11月26日- 海軍大学校甲種卒業 卒業時成績順位21名中首席
  - 12月1日- 横須賀鎮守府附
- 1933年(昭和8年)1月25日- 連合艦隊司令部附
  - 3月25日- 海軍軍令部出仕兼海軍省人事局第1課
  - 5月10日- 海軍省人事局第1課
- 1934年（昭和9年）11月15日- 任 海軍中佐
- 1935年（昭和10年）11月15日- 第1航空戦隊参謀
- 1936年（昭和11年）11月16日- 軍令部第1部第1課
- 1937年（昭和12年）11月20日- 兼 大本営航空参謀
- 1939年（昭和14年）11月15日- 任 海軍大佐・第15海軍航空隊司令 兼支那方面艦隊司令部附
- 1940年（昭和15年）1月10日- 第15海軍航空隊司令 兼第2航空廠長
  - 11月15日- 水上機母艦「千歳」艦長
- 1941年（昭和16年）8月20日- 海軍航空本部総務部第1課出仕
  - 9月15日- 海軍航空本部総務部第1課長
- 1942年（昭和17年）11月1日- 兼 総務部第2課長
- 1943年（昭和18年）1月20日- 軍令部第1部第1課出仕
  - 1月20日- 軍令部第1部第1課長
  - 4月12日- 兼 第1部第2課長
- 1944年（昭和19年）10月15日- 任 海軍少将
- 1945年（昭和20年）1月6日- 第11航空戦隊司令官
  - 2月10日- 第5航空艦隊司令部附
  - 2月15日- 連合艦隊司令部附
  - 3月1日- 第10航空艦隊参謀長
  - 5月25日- 第72航空戦隊司令官
  - 10月10日- 予備役編入
- 1947年（昭和22年）11月28日- 公職追放仮指定[3]
- 1980年（昭和55年）11月4日- 死去 享年84

## 栄典
- 1919年（大正8年）9月10日 - 正八位[4]

## 著作
- 大本営海軍部 回想の大東亜戦争 （朝日ソノラマ） ISBN 4-257-17021-2 C0131
- 台湾から見た日本（機関誌水交） 昭和40年・第142号
- 二つの中国 （1~2） （機関誌水交） 昭和41年・第154~155号
- 米中戦争は起きるか（機関誌水交） 昭和41年・第162号
- 栄光のバトル・オブ・ブリテン (対訳) (エドワード・ヴィショップ著・サンケイ新聞社出版局)
- スピット・ファイア （対訳） （ジョン・ベダー著・サンケイ新聞社出版局）
- 日本連合艦隊 （対訳） （リチャード・ハンブル著・サンケイ新聞社出版局）